# Recopa d'Europa de futbol 1969-70

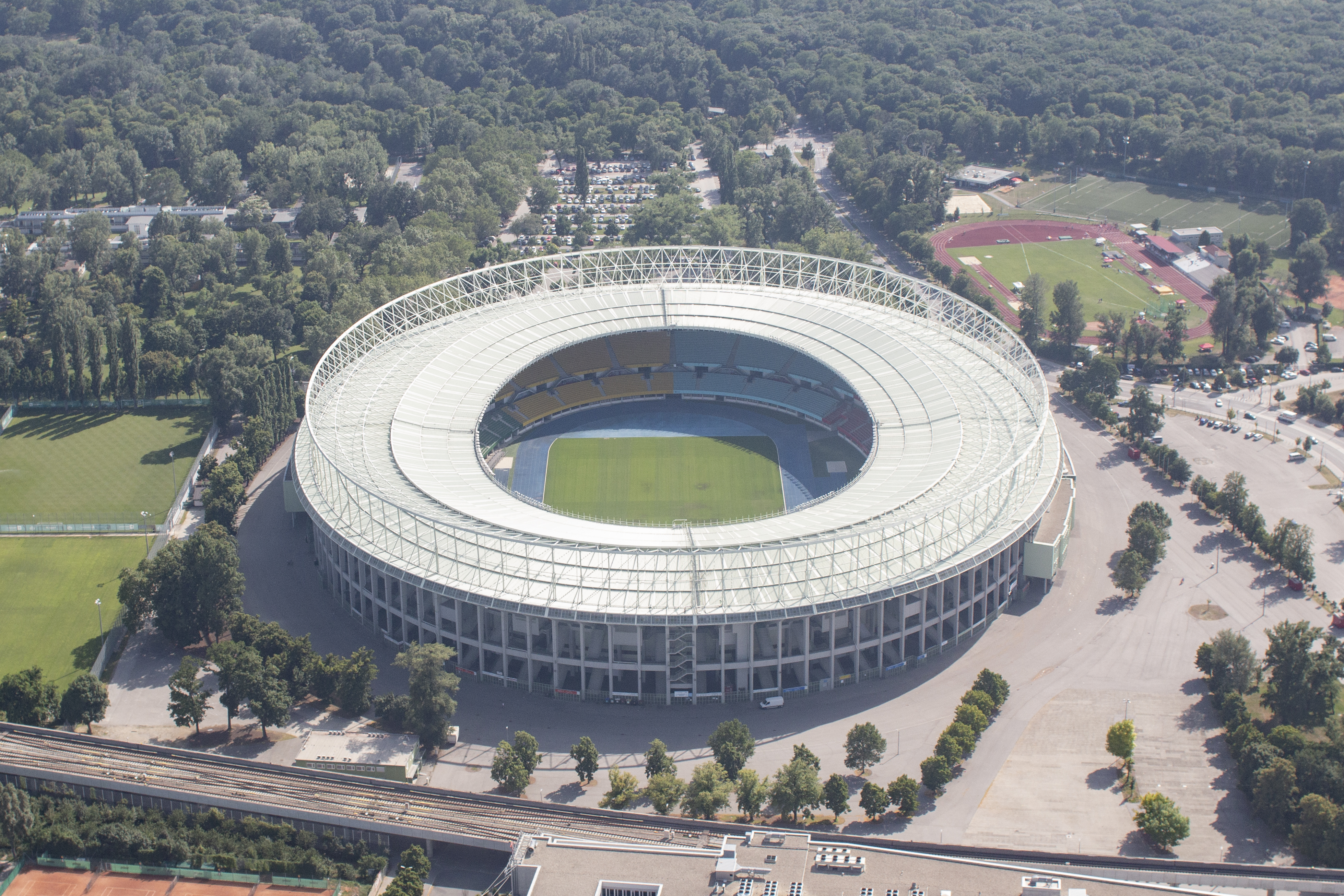
Imatge aèria de Ernst Happel Stadion (Viena, Àustria), seu de la final a partit únic.

La Recopa d'Europa de futbol 1969-70 fou la desena edició de la Recopa d'Europa de futbol. La competició fou guanyada pel Manchester City a la final davant del Górnik Zabrze.

## Ronda preliminar
| Equip 1       | Global | Equip 2           | Anada | Tornada |
| ------------- | ------ | ----------------- | ----- | ------- |
| SK Rapid Wien | 1(c)-1 | FC Torpedo Moscou | 0-0   | 1-1     |

## Primera ronda
| Equip 1          | Global | Equip 2                | Anada | Tornada |
| ---------------- | ------ | ---------------------- | ----- | ------- |
| Dukla Praga      | 1-2    | Olympique de Marseille | 1-0   | 0-2(pr) |
| Dinamo de Zagreb | 3-0    | TJ Slovan Bratislava   | 3-0   | 0-0     |
| IFK Norrköping   | 5-2    | Sliema Wanderers       | 5-1   | 0-1     |
| Shamrock Rovers  | 2-4    | FC Schalke 04          | 2-1   | 0-3     |
| 1. FC Magdeburg  | 2-1    | MTK Hungária FC        | 1-0   | 1-1(pr) |
| Académica        | 1-0    | KuPS                   | 0-0   | 1-0     |
| K. Lierse S.K.   | 11-1   | APOEL FC               | 10-1  | 1-0     |
| Athletic Club    | 3-6    | Manchester City        | 3-3   | 0-3     |
| Ards F.C.        | 1-3    | AS Roma                | 0-0   | 1-3     |
| SK Rapid Wien    | 3-6    | PSV Eindhoven          | 1-2   | 2-4     |
| Göztepe          | 6-2    | US Luxemburg           | 3-0   | 3-2     |
| Mjøndalen IF     | 2-12   | Cardiff City           | 1-7   | 1-5     |
| ÍBV              | 0-8    | Levski-Spartak         | 0-4   | 0-4     |
| BK Frem          | 2-2(c) | FC St. Gallen          | 2-1   | 0-1     |
| Olympiacos       | 2-7    | Górnik Zabrze          | 2-2   | 0-5     |
| Rangers F.C.     | 2-0    | Steaua Bucureşti       | 2-0   | 0-0     |

## Segona ronda
| Equip 1                | Global | Equip 2          | Anada | Tornada |
| ---------------------- | ------ | ---------------- | ----- | ------- |
| Olympique de Marseille | 1-3    | Dinamo de Zagreb | 1-1   | 0-2     |
| IFK Norrköping         | 0-1    | FC Schalke 04    | 0-0   | 0-1     |
| 1. FC Magdeburg        | 1-2    | Académica        | 1-0   | 0-2     |
| K. Lierse S.K.         | 0-8    | Manchester City  | 0-3   | 0-5     |
| AS Roma                | 1-1(m) | PSV Eindhoven    | 1-0   | 0-1     |
| Göztepe                | 3-1    | Cardiff City     | 3-0   | 0-1     |
| Levski-Spartak         | 4-0    | FC St. Gallen    | 4-0   | 0-0     |
| Górnik Zabrze          | 6-2    | Rangers F.C.     | 3-1   | 3-1     |

## Quarts de final
| Equip 1          | Global  | Equip 2         | Anada | Tornada |
| ---------------- | ------- | --------------- | ----- | ------- |
| Dinamo de Zagreb | 1-4     | FC Schalke 04   | 1-3   | 0-1     |
| Académica        | 0-1     | Manchester City | 0-0   | 0-1(pr) |
| AS Roma          | 2-0     | Göztepe         | 2-0   | 0-0     |
| Levski-Spartak   | 4-4 (c) | Górnik Zabrze   | 3-2   | 1-2     |

## Semifinals
| Equip 1       | Global  | Equip 2         | Anada | Tornada |
| ------------- | ------- | --------------- | ----- | ------- |
| FC Schalke 04 | 2-5     | Manchester City | 1-0   | 1-5     |
| AS Roma       | 3-3(pr) | Górnik Zabrze   | 1-1   | 2-2     |

## Final
El Manchester City aconseguí el seu primer títol europeu en derrotar el Górnik Zabrze, únic equip polonès fins a la data que ha arribat a una final continental. El partit es disputà sota una forta tempesta que reduí l'assistència a 8,000 espectadors.
| Manchester City            | 2 – 1 | Górnik Zabrze |
| -------------------------- | ----- | ------------- |
| Young 11' · Lee 43' (pen.) |       | Oślizło 68'   |

| Guanyador de la Recopa d'Europa 1969-70 |
| --------------------------------------- |
| Manchester City Primer títol            |